# یوری (خواننده)
کوان یوری (به کره‌ای: 권유리) (زاده ۵ دسامبر ۱۹۸۹) که بیشتر با نام هنری یوری (به کره‌ای: 유리) شناخته می‌شود، خواننده و بازیگر اهل کره جنوبی است. در اوت ۲۰۰۷، او به عنوان عضو گروه گرلز جنریشن (و بعدها یکی از زیرگروه‌های آن گرلز جنریشن-اوه! جی‌جی) وارد عرصهٔ موسیقی شد، گروهی که هم‌اکنون یکی از پرفروشترین هنرمندان کره جنوبی است.
جدا از فعالیت‌های گروهی، یوری در سریال‌های تلویزیونی زیادی مانند پادشاه مد (۲۰۱۲)، قهرمان محله (۲۰۱۶)، سریال اینترنتی شب پرستاره گوهو (۲۰۱۶) و مدافع (۲۰۱۷)، دائه جانگوم درحال تماشاست (۲۰۱۸) و بوسام: سرنوشت را بدزد (۲۰۲۱) ایفای نقش کرد. همچنین او اولین کار سینمایی خود را در سال ۲۰۱۳ و با فیلم بدون نفس انجام داد.
در سال ۲۰۱۸، یوری اولین آلبوم تکی خود به نام «صحنه اول» را منتشر کرد. به این ترتیب یوری چهارمین عضو گرلز جنریشن بود که به صورت رسمی و با یک آلبوم فعالیت تکی را آغاز کرد.